# Francisca Herrera Garrido
Francisca Herrera Garrido (La Coruña, 1869 - ibídem, 4 de noviembre de 1950) fue una escritora española en gallego y español. Fue la primera mujer elegida académica en la Real Academia Galega. En 1987 se le dedicó el Día das Letras Galegas.

## Biografía
Nació en la coruñesa calle del Príncipe, en el seno de una familia de la alta burguesía. Sus padres fueron, Josefa Garrido Matos y Manuel Herrera Hernández. Vivió en su ciudad natal hasta agosto de 1909, año el que se marchó a Madrid con una hermana. Regresó a Galicia en cada periodo estival y navideño -concretamente a Oleiros, donde escribió la mayor parte de su obra- hasta que en el transcurso de la Guerra civil española volvió definitivamente La Coruña.

## Trayectoria
Su actividad literaria comenzó en 1913, con la publicación en Madrid del poemario Sorrisas e bágoas, inspirada en el ambiente rural de Oleiros.
Entre los años 1913 y 1925 publicó sus obras en gallego, al mismo tiempo que se relacionó con intelectuales y galleguistas de la época. Aunque Francisca Herrera pasaba los inviernos en Madrid, guardaba contacto con el medio literiario gallego. Así se explica que su segundo libro, Almas de muller... ¡Volallas n'a luz!, lleve un prólogo de Manuel Murguía y que ella misma prologue una edición del Cantares Gallegos, de Rosalía de Castro, o que dos de sus novelas se publicaran en las editoriales gallegas Lar y Céltiga.
Francisca Herrera fue vecina, alumna y amiga de Rosalía de Castro. Se formó como escritora de manera autodidacta, aunque siguió el estilo literario de su época. Escribió casi toda su obra en gallego así como algunas novelas en español: Pepiña, Réproba y Familia de lobos.
La ideología conservadora y su profunda religiosidad influyó marcadamente en su obra y aunque las mujeres fueron el centro de su literatura y mostró enorme cariño y simpatía por ellas, no era partidaria del sufragio femenino. Su temática se centró en el ruralismo, las mujeres como madres y la renuncia femenina, destacando los valores tradicionales de "mansedumbre, dulzura, resignación y sacrificio". Igualmente, en sus textos dejó claras las diferencias de derechos entre ricos y pobres.
Según el filólogo y escritor Ricardo Carballo Calero, la obra de Francisca Herrera muestra una gran riqueza lingüística del gallego y destaca su "singular esfuerzo personal, lingüístico y estilístico". Además, consideró "injusto que esta poetisa no figure en nuestras antologías".

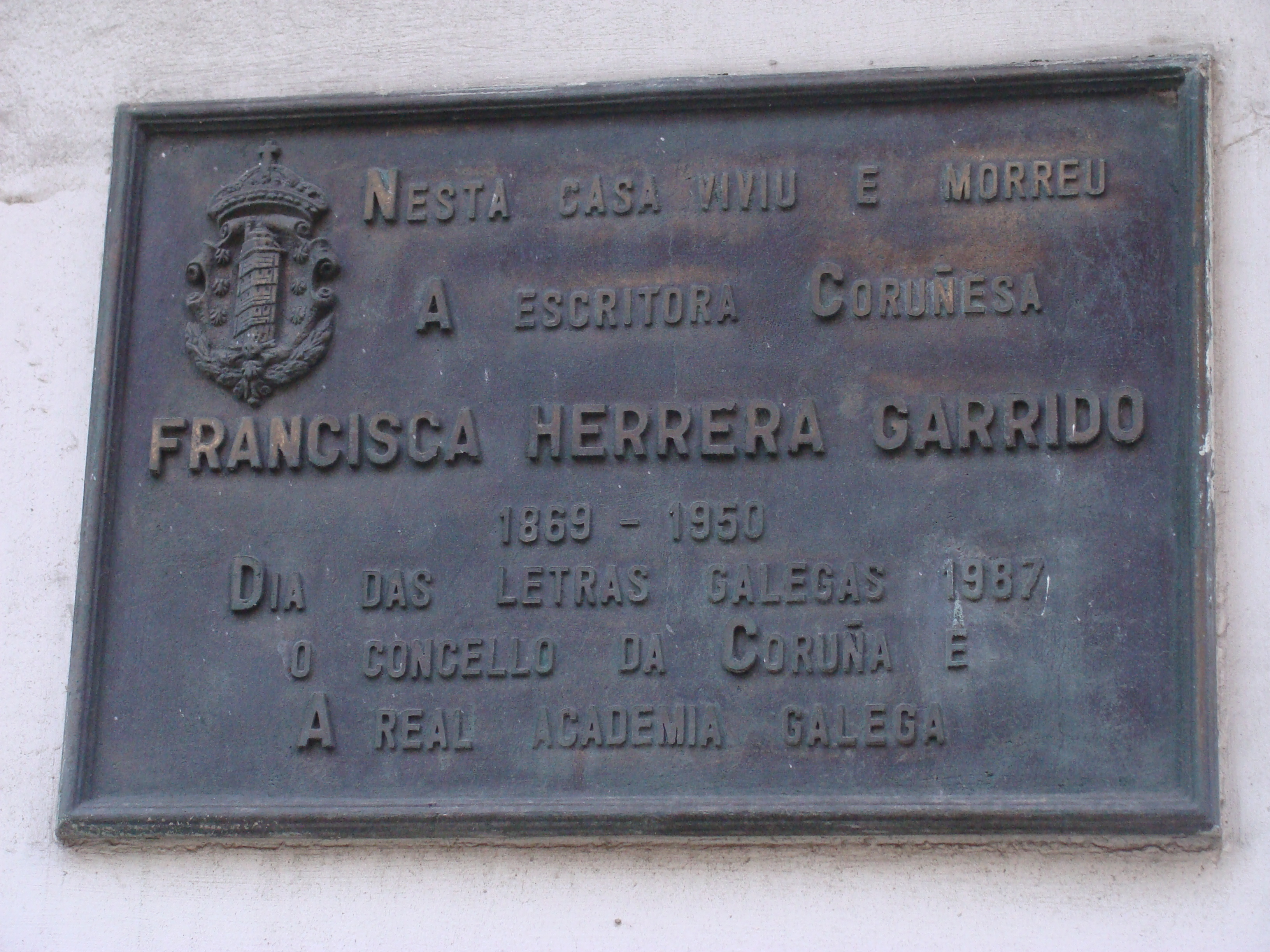
Placa de la casa de Francisca Herrera Garrido

En sus versos, se vislumbra un sentimiento de la vida campesina y del alma popular semejante al de Rosalía de Castro, que recuerda a sus Cantares Gallegos. Carballo Calero concluyó que sus poemas son en realidad cuentos en verso, en los que el elemento lírico y sentimental cobran gran importancia a través de la voz de los personajes o en las glosas de la autora "siempre entretejidas con sus criaturas en la vida del poema".
Escribió varios relatos y ensayos, además de su novela Néveda, la más conocida de su obra.

### Real Academia Galega
En la sesión del 4 de marzo de 1945, la Academia la eligió miembro numerario para ocupar la vacante de Lisardo Rodríguez Barreiro, siendo la primera mujer elegida por la Real Academia Galega. El 11 de abril de 1945 ―38 días después―, Herrera envió su discurso de ingreso (acerca de «Rosalía de Castro y los poetas de raza») al presidente de la Academia, Manuel Casás, acompañado de una carta en la que expresaba su gran ilusión por ser académica.
El 17 de enero de 1947 ―casi dos años después― Casás le pasó el discurso de Herrera a Antonio Couceiro Freijomil, para que éste escribiera el discurso de respuesta. El 28 de febrero de 1949 ―más de dos años después― Couceiro envió su discurso de respuesta a Casás. 
Francisca Herrera no llegó a leer la carta, porque falleció el 4 de noviembre de 1950. Aunque a todos los efectos, la escritora fue miembro de número de la corporación, no llegó a celebrarse el acto de ingreso.Todavía se desconocen las causas que demoraron dicha incorporación a la Academia.
Tuvieron que pasar 41 años más para que una mujer ocupase un puesto en la Academia y fue la escritora Olga Gallego Domínguez en 1986.

### Día das Letras Galegas
En el año 1986, la revista gallega Festa da Palabra Silenciada centrada en contenidos de autoría femenina, de textos literarios gallegos, dedicó un monográfico sobre la figura de Francisca Herrera Garrido. Desde la revista se reivindicó la publicación total de la obra de la escritora así como la solicitud y propuesta de ser homenajeada el Día de Las Letras Gallegas.
Su trayectoria comenzó a ser reconocida sobre todo a partir de dedicarle el Día de las Letras Gallegas de 1987.

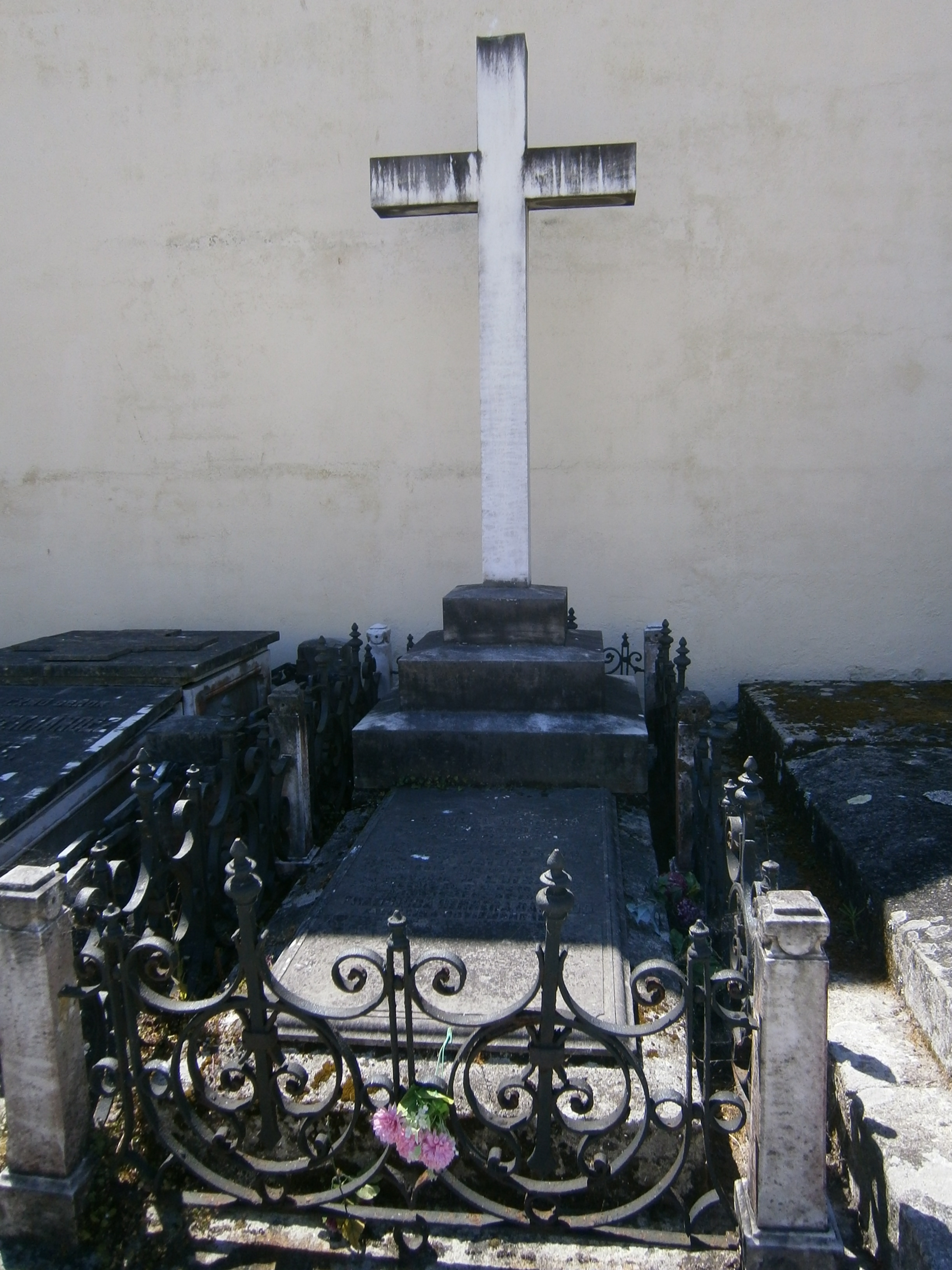
Tumba de Francisca Herrera Garrido (Cementerio de San Amaro)

Francisca Herrera murió en la misma casa donde nació y está enterrada en el Cementerio de San Amaro.

## Obra
La obra de Herrera Garrido se encuentra repartida en diversas publicaciones periódicas como El Eco de Galicia, Cultura Gallega, Galicia, Alma Gallega, Nós, A. C. G., la revista del Auto-Aero Club de Galicia, donde hace visibles poemas, inéditos o ya publicados, ensayos e recensiones.

### Ensayo
- Rosalía de Castro. Discurso de ingreso na RAG. Faleceu sen poder dar lectura ao discurso. La Coruña: RAG, 2006

### Poesía
- Sorrisas e bágoas, 1913 (poemario en gallego)
- Almas de muller...¡volallas na luz!, 1915 (poemario en gallego)
- Frores do noso paxareco, 1919 (poemario en gallego)

### Narrativa
- Néveda, 1920 (novela en gallego)
- A ialma de Mingos, 1922 (novela en gallego)
- Martes de Antroido, 1925 (novela en gallego)

#### Narrativa en español
- Pepiña, 1922 (novela en castellano)
- Réproba, 1925 (novela en castellano)
- Familia de lobos, 1928 (novela en castellano)

Colaboraciones en publicaciones periódicas
- "A muller galega", Nós, n.º6, 1921.
- "A neta da naipeira. Conto.", Nós: boletín mensual da cultura galega, n.º 20, 1925.
- "Prólogo" a Cantares Gallegos. Madrid: Páez, 1925.
- "Canción d'a chúvia", Alma gallega: órgano oficial de la sociedad Casa de Galicia (Montevideo), noviembre 1927, p. 27.
- "A Rosalía de Castro: a inmorrente resurxidora d-a poesía galega", Eco de Galicia (A Habana), año 12, n.º 343, 10 de noviembre de 1928, p. 24.
- "Memoria de Luís Amado Carballo", Galicia: revista del Centro Gallego (Montevideo), n.º 143, 1928, p. 18.
- "En memoria de Añón y Vicetto", Galicia: revista del Centro Gallego (Montevideo), n.º 138, 1928.
- "En el cincuentenario del Centro Gallego de Montevideo", Galicia: revista del Centro Gallego (Montevideo), n.º 151, 1929.
- "De las memorias de un indiano", Galicia: revista del Centro Gallego (Montevideo), n.º 159, 1930.
- "A Nosa nai Galiza", Nós: boletín mensual da cultura galega, n.º 91, Día de Galicia 1931.
- "Cartas de Sant-Yago al señor", A.C.G., año 3, n.º 26, julio 1932, pp. 11-12.
- "A Rosalía de Castro", Cultura gallega, n. 73, julio 1939, p. 10.